# Azolla drobna
Azolla drobna (azola drobna, azolla paprotkowa, azolla karolińska) (Azolla filiculoides Lam.) – gatunek wodnej paproci różnozarodnikowej należący w zależności od ujęcia systematycznego do rodziny azollowatych lub salwiniowatych. Często utożsamiana z azollą karolińską, stąd opisy biologii i zasięgu podane dla jednego z tych gatunków mogą dotyczyć drugiego.

## Biologia i ekologia
Roślina wodna. Pleustofit. Jest paprocią różnozarodnikową, tj. wytwarza makrospory i mikrospory, choć często rozmnaża się wegetatywnie. Liczba chromosomów 2n=44. 
Ze względu na rozbieżności w klasyfikacji gatunkowej, cechy diagnostyczne przyjmowane przez różnych ekspertów różnią się. Według większości autorów azolla drobna charakteryzuje się jednokomórkowymi włoskami na odosiowej powierzchni blaszki liściowej. Zarodniki z glochidiami bez przegród lub tylko z jedną, wyjątkowo do trzech, przegrodą szczytową. Ornamentacja megaspor z wyraźnymi brodawkami, a nie granulkami. Rozgałęzienia pędów nie są symetryczne (pseudodychotomiczne) lub są takie tylko u mniejszych okazów, a częściej asymetryczne (groniaste). Liście nie zachodzą na siebie dachówkowato.
Optymalna temperatura dla wzrostu to 23–29 °C. Z tego względu jej inwazja w Europie postępuje wraz z globalnym ociepleniem.
Podobnie jak inne gatunki azolli współżyje symbiotycznie z asymilującymi azot atmosferyczny sinicami z różnych gatunków. Ułatwia jej to szybki przyrost. W optymalnych warunkach może utworzyć kożuch zakrywający całą powierzchnię zbiornika wodnego o grubości ponad 20 cm i podwoić masę w ciągu 3–5 dni. 
Gatunek charakterystyczny klasy Lemnetea.

## Występowanie
Jako gatunek rodzimy rośnie w Ameryce Północnej (na zachód od Missisipi) i Południowej. Ponadto zawleczony na wschód Ameryki Północnej i inne kontynenty. Przed ostatnim zlodowaceniem również występował w Europie. Na ziemiach polskich pojawiła się w Wawrzyszowie w 1927 roku, ale jej populacja utrzymała się tylko przez jakiś czas. Kolejnego stwierdzenia dokonano w Bielsku Podlaskim w 1996 roku, przy czym miało ono charakter jednosezonowy. Również kolejne wystąpienia tego gatunku w Polsce z reguły są krótkotrwałe, ale niektóre populacje utrzymują się przez większą liczbę lat. Pod koniec drugiej dekady XXI w. liczba stanowisk w Polsce wzrosła kilkukrotnie, a gatunek ten stał się jednym z najczęstszych obcych makrofitów, choć o zasięgu ograniczonym przede wszystkim do Odry i jej dopływów. Ma status zadomowionego antropofita i gatunku inwazyjnego. Uznany jest za stwarzający zagrożenie dla Polski, rozprzestrzeniony na szeroką skalę i podlegający szybkiej eliminacji.

## Systematyka
Rodzaj Azolla z jedynym gatunkiem A. filiculoides po raz pierwszy opisał Jean-Baptiste de Lamarck w 1783 roku na podstawie okazów zebranych przez Philiberta Commersona na wyprawie do okolic Cieśniny Magellana. Z tego względu Carl Ludwig Willdenow przemianował ją na A. magellanica i opisał kolejny gatunek A. caroliniana. Kolejni eksperci przyjmowali różne wersje nazwy (A. arbuscula, A. bonariensis, A. caroliniana, A. densa, A. microphylla, A. rubra, A. squamosa, Salvinia azolla) oraz różne kryteria diagnostyczne wyróżniające ten gatunek, przez to ta sama nazwa mogła odnosić się do przedstawicieli różnych taksonów. W niektórych ujęciach uważano, że do gatunku A. filiculoides należy włączyć przedstawicieli, którzy pasują do pierwotnych  opisów innych, m.in. A. caroliniana, ale nie zrezygnowano z wyróżniania tych kolejnych gatunków, tylko definiowano je na nowo. Z tego względu, zwłaszcza w opisie występowania przedstawicieli rodzaju azolla w Europie, częstym podejściem jest uznawanie, że Azolla filiculoides i Azolla caroliniana są synonimami. Dotyczy to też nazw w językach lokalnych (w polskim azolla drobna/karolińska). Zdaniem innych ekspertów, ponieważ te nazwy gatunkowe w istocie odpowiadają innym gatunkom, należy przyjąć, że opisy pod tymi dwiema nazwami należy ujednolicić pod nazwą Azolla filiculoides, a nazwę Azolla caroliniana zachować dla gatunku dotąd nienotowanego w Polsce. Genetycznie siostrzanym gatunkiem dla A. filiculoides jest Azolla rubra.